# Hurt (песня Кристины Агилеры)
«Hurt» (с англ. — «Боль») — второй сингл американской певицы Кристины Агилеры из её пятого студийного альбома Back to Basics (2006), выпущенный 19 сентября 2006 года. Авторы — Кристина Агилера, Линда Перри и Марк Ронсон. Песня рассказывает о том, что каждый сталкивается с потерей близкого человека и это очень тяжело пережить. Баллада была хорошо принята музыкальными критиками. Премьера состоялась 31 августа 2006 года на церемонии MTV Video Music Awards. Песня достигла 19-го места в Billboard Hot 100 и была сертифицирована Американской ассоциацией звукозаписывающей индустрии (RIAA) как платиновая. По данным Nielsen SoundScan, сингл разошелся тиражом более 1,1 миллиона копий в Соединенных Штатах. Он вошел в десятку лучших хитов Европы и Океании, войдя в первую десятку чартов рекордов в таких странах, как Австрия, Бельгия, Франция, Германия, Ирландия и Швеция.

## Структура песни
«Hurt» написана в ми миноре. Диапазон песни охватывает от соль малой октавы до ми второй октавы.
В инструментовку песни входит фортепиано, скрипка, виолончель, альт, барабаны, контрабас, гитара.

## Релиз
Поначалу Агилера не хотела, чтобы «Hurt» выходила вторым синглом. Она хотела, чтобы им стала песня «Candyman». Кристина даже официально подтверждала это в нескольких интервью. Но RCA Records счёл, что в предпраздничный сезон логичнее будет выпустить балладу, как, например, в 2002 году в праздники хитом стала баллада «Beautiful».
В Billboard Hot 100 «Hurt» дебютировала 14 октября 2006 года. Максимальная строчка, до которой дошла баллада, была девятнадцатой.

## Видеоклип
Клип на песню был снят в течение пяти дней в сентябре 2006 года. Режиссерами выступили сама Агилера и Флория Сигизмонди, которая ранее сняла клип на песню «Fighter» (2003). Концепция видео была вдохновлена цирком.
Видео начинается с того, что клоун приглашает нас на представление в цирк. Это сопровождается «Enter the Circus» из альбома Back to Basics. Далее мы видим Агилеру в гримерке. Ей передают цветы от поклонника и важную телеграмму. В ней она узнает, что умер её отец. Далее мы видим кадры из детства Кристины, где она учится ходить по канату под впечатлением от представления в цирке. Она выросла и стала звездой цирка.
Агилера в одном из своих представлений спускается на веревке на спину слона. В зале сидит её отец. После выступления он хочет пообщаться с дочерью, но Кристину уводят многочисленные поклонники, желавшие пообщаться со своим кумиром. Когда же отец умер, Агилера понимает, что была слишком занята карьерой, и она даже не вспоминала об отце. В следующей сцене мы видим, как Кристина выбегает из цирка, в надежде найти своего отца, но все безуспешно.

## Список композиций
| CD single 1. "Hurt" – 4:03 2. "Ain't No Other Man" (Shapeshifters Mixshow Mix) – 5:24 CD maxi-single (premium) 1. "Hurt" – 4:03 2. "Hurt" (Jake Ridley remix) – 5:47 3. "Ain't No Other Man" (Shapeshifters Mixshow Mix) – 5:24 4. "Hurt" (Video) – 4:53 Digital remix EP 1. "Hurt" (Deeper-Mindset Tight Mix) – 7:0 2. "Hurt" (Jack Shaft Main Mix) – 7:02 3. "Hurt" (Chris Cox Club Anthem) – 9:56 4. "Hurt" (JP & BSOD Electro Mix) – 6:01 5. "Hurt" (Jonathan Peters Classic Mix) – 9:30 6. "Hurt" (Jake Ridley Chillout Mix) – 5:47 Japanese CD single 1. "Hurt" – 4:03 2. "Hurt" (Jake Ridley remix) – 5:47 3. "Ain't No Other Man" (Shapeshifters Mixshow Mix) – 5:24 4. "Ain't No Other Man" (Junior Vasquez Club Mix) (Japanese bonus track) – 6:44 | European CD single 1. "Hurt" (Album Version) – 4:03 2. "Hurt" (Jake Ridley Mix) – 5:47 3. "Ain't No Other Man" (Shapeshifters Mixshow Mix) – 5:24 4. "Ain't No Other Man" (Video) – 3:47 Digital download 1. "Hurt" – 4:03 2. "Hurt" (Jake Ridley Chillout Mix) – 5:47 3. "Ain't No Other Man" (Shape: UK Mixshow) – 5:24 Promotional maxi-single 1. "Hurt" (Deeper-Mindset Mixshow) – 5:54 2. "Hurt" (Deeper-Mindset Tight Mix) – 7:04 3. "Hurt" (Deeper-Mindset Full On Club Mix) – 9:30 4. "Hurt" (Deeper-Mindset Pad a Pella) – 7:16 5. "Hurt" (J.P. & BSOD Electro Mix) – 6:01 6. "Hurt" (Jack Shaft Mixshow) – 5:41 7. "Hurt" (Jack Shaft Main) – 7:02 8. "Hurt" (Jack Shaft Extended) – 8:30 9. "Hurt" (Jack Shaft Dub) – 6:32 10. "Hurt" (Jack Shaft Dub a Pella) – 1:53 |

## Чарты
| Чарт(2006–2007)                         | Высшая позиция |
| --------------------------------------- | -------------- |
| Австралия (ARIA)                        | 9              |
| Австрия (Ö3 Austria Top 40)             | 2              |
| Бельгия/Фландрия (Ultratop 50)          | 3              |
| Бельгия/Валлония (Ultratop 50)          | 5              |
| Canada (Canadian Hot 100)               | 28             |
| Канада (Billboard AC)                   | 1              |
| Канада (Billboard Hot AC)               | 8              |
| Colombia (ASINCOL)                      | 4              |
| СНГ (TopHit Airplay)                    | 204            |
| Чехия (Rádio — Top 100)                 | 17             |
| Дания (Tracklisten)                     | 14             |
| Europe (Eurochart Hot 100)              | 1              |
| Europe (Nielsen Music Control)          | 3              |
| Финляндия (Suomen virallinen lista)     | 15             |
| Франция (SNEP)                          | 3              |
| Германия (GfK)                          | 2              |
| Germany Airplay (Nielsen Music Control) | 2              |
| Global Dance Tracks (Billboard)         | 10             |
| Greece (IFPI)                           | 16             |
| Венгрия (Rádiós Top 40)                 | 5              |
| Ирландия (IRMA)                         | 6              |
| Италия (FIMI)                           | 12             |
| Netherlands (Dutch Top 40)              | 2              |
| Нидерланды (Single Top 100)             | 2              |
| Норвегия (VG-lista)                     | 11             |
| Portugal (Nielsen Music Control)        | 1              |
| Romania (Romanian Top 100)              | 6              |
| Шотландия (OCC Scotland)                | 8              |
| Словакия (Rádio — Top 100)              | 2              |
| Швеция (Sverigetopplistan)              | 2              |
| Швейцария (Schweizer Hitparade)         | 1              |
| Великобритания (OCC UK Singles)         | 11             |
| США (Billboard Hot 100)                 | 19             |
| США (Billboard Adult Contemporary)      | 6              |
| США (Billboard Adult Pop Airplay)       | 15             |
| США (Billboard Dance Club Songs)        | 1              |
| США (Billboard Pop Airplay)             | 10             |

| Чарт(2009)                      | Высшая позиция |
| ------------------------------- | -------------- |
| Великобритания (OCC UK Singles) | 25             |

| Чарт(2006)                        | Позиция |
| --------------------------------- | ------- |
| Australia (ARIA)                  | 68      |
| Austria (Ö3 Austria Top 40)       | 50      |
| Germany (Official German Charts)  | 78      |
| Netherlands (Dutch Top 40)        | 40      |
| Netherlands (Single Top 100)      | 49      |
| Sweden (Sverigetopplistan)        | 17      |
| Switzerland (Schweizer Hitparade) | 24      |
| UK Singles (OCC)                  | 150     |

| Чарт(2007)                        | Позиция |
| --------------------------------- | ------- |
| Austria (Ö3 Austria Top 40)       | 20      |
| Belgium (Ultratop Flanders)       | 26      |
| Belgium (Ultratop Wallonia)       | 16      |
| Europe (Eurochart Hot 100)        | 15      |
| France (SNEP)                     | 17      |
| Germany (Official German Charts)  | 30      |
| Hungary (Rádiós Top 40)           | 45      |
| Netherlands (Dutch Top 40)        | 62      |
| Netherlands (Single Top 100)      | 35      |
| Sweden (Sverigetopplistan)        | 71      |
| Switzerland (Schweizer Hitparade) | 22      |
| US Adult Contemporary (Billboard) | 14      |
| US Dance Club Songs (Billboard)   | 37      |

## Сертификации
| Регион | Сертификация | Продажи    |
| --- | ------------ | ---------- |
| Австралия (ARIA) | Золотой      | 35 000^    |
| Австрия (IFPI Austria)                                                                                                   | Золотой      | 15 000*    |
| Бельгия (BEA) | Золотой      | 25 000*    |
| Канада (Music Canada) | Золотой      | 20 000*    |
| Дания (IFPI Danmark) | Золотой      | 4000^      |
| Франция (SNEP) | Серебряный   | 100 000*   |
| Германия (BVMI) | Золотой      | 150 000^   |
| Швейцария (IFPI Switzerland)                                                                                             | Золотой      | 15 000^    |
| Великобритания (BPI) | Серебряный   | 200 000^   |
| США (RIAA) | Платиновый   | 1 000 000* |
| * Данные о продажах приведены только на основе сертификации. ^ Данные о тиражах приведены только на основе сертификации. |              |            |